# Morignone
Morignone war ein Dorf, das am 28. Juli 1987 samt umliegenden Fraktionen durch einen enormen Bergsturz komplett zerstört wurde. Dabei verloren 53 Menschen ihr Leben, rund 1500 weitere wurden obdachlos. Das Dorf lag in der norditalienischen Gemeinde Valdisotto, in der Provinz Sondrio, an der Staatsstraße SS38 (Strada statale 38) zwischen Tirano und Bórmio. Das Dorf im oberen Veltlin wurde nicht wieder aufgebaut. Die Straße verläuft heute auf einer Länge von 8 km geschützt durch Tunnel und kurze Galerien.

## Vorgeschichte
Die Gefahr eines Bergsturzes am Pizzo Copetto war bereits 1961 erkannt worden. Nach über 20 Jahren nahmen die Einwohner die Warnungen zum Verlassen der Siedlungen oft nicht mehr ernst genug. So wurden vor der Katastrophe auch keine Maßnahmen zum Schutz der Straße begonnen. Es lagen zwar Projekte vor, die aber von Behörden, Wissenschaftlern und Bewohnern nicht in Angriff genommen wurden.

## Hergang

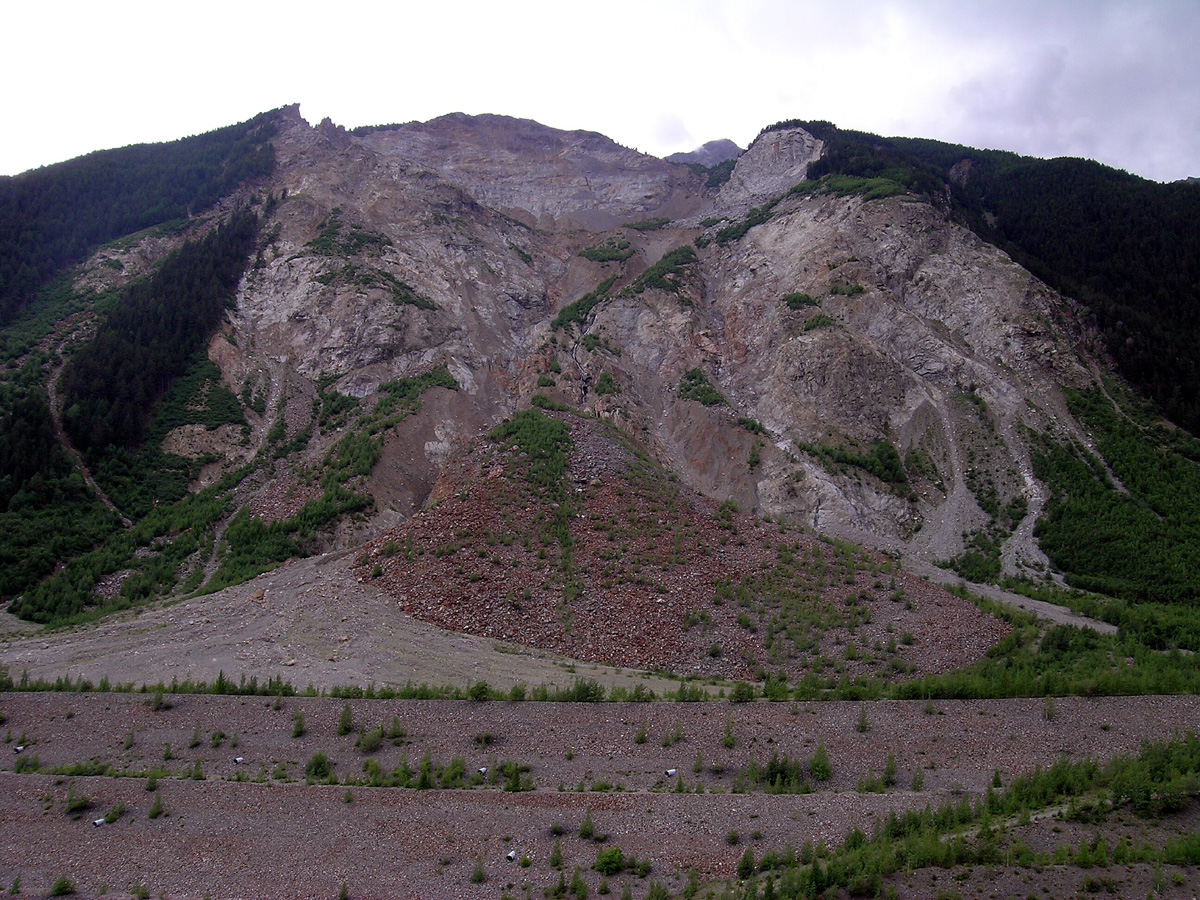
Pizzo Coppetto (2006)

Am 17. Juli 1987 fielen bei der Messstation Bórmio innerhalb von 24 Stunden 305 mm Niederschlag. Zusätzlich regnete es in den nachfolgenden zehn Tagen fast ununterbrochen. Die Adda trat über die Ufer, ebenso die Seitenbäche und es gab eine Vielzahl von Murgängen. Die Bilder der fotografischen Überwachung des Val Pola zeigen eine immer größer werdende Ansammlung von Schlamm- und Geröllmassen. Am 28. Juli löste sich am Pizzo Copetto (3066 m) in etwa 2300 m Höhe ein über 20 Mio. m³ großes Felspaket und verursachte einen Bergsturz von insgesamt 47 Mio. m³ in der Rinne des Val Pola und an den angrenzenden Hängen (amtliche Angaben der nationalen Feuerwehr, VVFF). Ein Überleben im Sturzbereich war unmöglich, da die Fallhöhe etwa 1200 m auf etwa 1500 m Distanz betrug. In und um Morignone wurden 27 Menschen in den zerstörten Häusern als Tote vermerkt. Weitere 26 waren vermutlich auf der SS38 unterwegs, es gibt aber keine Nachricht über den Verbleib der Fahrzeuge samt Personen. Über 1500 Personen wurden durch direkte und indirekte Einwirkung obdachlos. Es gibt keine Zahlen über die Anzahl der Verletzten. Die durch den Bergsturz mitgerissene Luft führte zu einem Windstoß in Orkanstärke, der auf dem gegenüberliegenden Hang zahlreiche Bäume umriss und den Kirchturm in Sant’Antonio Morignone zum Einsturz brachte.

## Folgen

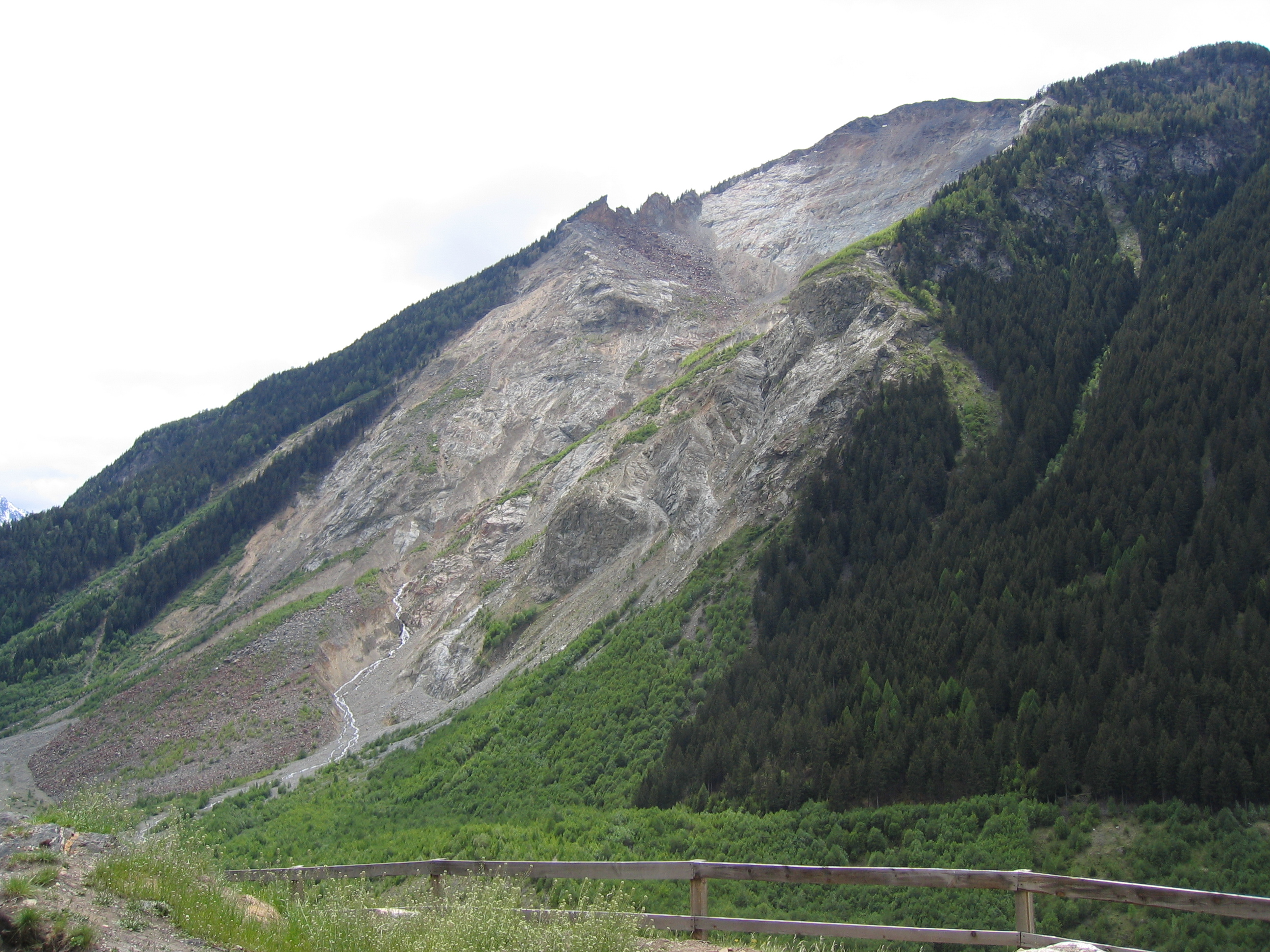
Sturzgebiet (2004)

Das oberste Veltlin (Bórmio) konnte vom Veltlin her nicht mehr direkt erreicht werden. Es verblieben nur die Pässe Stilfser Joch, Umbrail, Foscagno und Gaviapass. Hinter der Bergsturzmasse bildete die Adda einen See und zerstörte weiteres Kulturland und Häuser.
Zudem drohte das Durchbrechen der Adda mit bis zu 200.000 m³ Wasser innerhalb weniger Minuten. Dies hätte das gesamte untere Veltlin (samt Dörfern und Städten, wie Tirano und Sondrio) bedroht.

### Schutzmaßnahmen
Die Gefahr des Durchbrechens der Adda musste gebannt, und die Verbindung zum obersten Veltlin, samt Versorgung für etwa 15.000 Menschen, neben Maßnahmen für die Obdachlosen, sichergestellt werden. Innerhalb weniger Tage wurde ein gesicherter Abfluss für die Adda erstellt (provisorische Rohrleitungen) und mit der Erstellung eines freien Abflusses begonnen. Gleichzeitig wurde eine Notumfahrung (samt kurzem Tunnel) am Osthang (teilweise durch Schutt/Staub) erstellt. Ungefähr einen Monat später floss die Adda geregelt ab und die Notstraße war in Betrieb.
Umgehend wurden Planung und Ausführung zur Sicherung dieser gefährdeten Stelle in Angriff genommen: Auffang für weitere (zu erwartende) Bergstürze, Abflusssicherung für die Adda und eine geschützte Straße.

## Heute
Für Reisende ist von der Katastrophe kaum noch etwas erkennbar. Es werden Umfahrungstunnel genutzt, die kurze geschützte Galerien besitzen. Die Adda fließt frei durch eine Geröllwüste. Der Entlastungsstollen ist gebaut, es gibt Fangdämme unterhalb vom ehemaligen Morignone (bei der „Teufelsbrücke“). Der Talboden liegt allerdings bedeutend höher als früher, obwohl er weitgehend ausgebaggert ist, um als Fangbecken zu dienen.
Unterhalb der durch Galerien gesicherten neuen Strecke verläuft im Bergsturzgebiet eine Straße, die Bormio mit den kleinen Orten des oberen Veltlin verbindet. An ihr steht heute eine Gedenkstätte der Katastrophe, die über das Dorf hereingebrochen war: Eine Kapelle mit Altar und Wandmalereien sowie einigen Fotos von vorher und nachher. Auf einer Steintafel sind mit Namen und Alter bezeichnete Bilder jener Menschen angebracht, die ihr Leben lassen mussten.